# Christian Gottfried Ehrenberg
Christian Gottfried Ehrenberg (n. 19 aprilie 1795 - d. 27 iunie 1876) a fost un zoolog, naturalist, anatomist comparativ, geolog și microscopist german, unul dintre cei mai faimoși și productivi savanți al perioadei sale. Ehrenberg a fost laureat al Medaliei Leeuwenhoek în 1877.